# 일대일 (2014년 영화)
《일대일》은 2014년에 개봉한 대한민국의 영화이다.

## 캐스팅
- 마동석 : 그림자리더 역
- 김영민 : 오현 역
- 이이경 : 그림자 1 역
- 조동인 : 그림자 2 역
- 테오 : 그림자 3 역
- 안지혜 : 그림자 4 역
- 조재룡 : 그림자 5 역
- 김중기 : 그림자 6 역
- 주희중 : 정이세 역
- 최귀화 : 오지하 역
- 황건 : 오정택 역
- 유연수 : 진호성 역
- 손종학 : 변오구 역
- 박소담 : 다방오양 역
- 임화영 : 지혜 역
- 김재록 : 관리인 역
- 김종구 : 군인장성 역 (특별출연)
- 이은우 : 오지하부인 역 (특별출연)
- 연지해 : 납치여고생 역